# Le mura di Gerico (film 1978)
Le mura di Gerico (Joshua and the Battle of Jericho) è un film del 1978 diretto da James L. Conway.
Adattato dalla serie televisiva Gli eroi della Bibbia, il film — con Julie Adams, Robert Culp e Cameron Mitchell — narra le gesta belliche del condottiero Giosuè, successore di Mosè come guida del popolo ebraico nella conquista della Terra promessa.

## Trama
Quando il popolo ebraico si accampa di fronte alle mura dell'antica Gerico, dedita al culto di Baal, i capi della città si aspettano un attacco degli ebrei e quindi decidono di sollecitarli ad attaccare subito, mentre sono ancora sfiniti e disorganizzati, rapendo i bambini ebrei dall'accampamento per offrirli come sacrifici umani a Baal.

## Critica
Il Farinotti assegna al film una valutazione di due stelline su cinque.